# 德古拉 (电视剧)
《情迷德古拉》（英語：Dracula）是一部由科尔·哈顿创造的美国电视剧，基于著名小说《德拉库拉》创作。2012年7月24日全国广播公司宣布跳过试映环节直接预订本剧10集

## 角色

### 主要角色
- 強納森·萊斯·梅爾 飾演 德古拉 / Alexander Grayson / Vlad Tepes[3]
- Jessica De Gouw 飾演 Mina Murray / Ilona,[3]女主角，醫學院的學生，也是德古拉前妻的轉世。
- 托馬斯·克萊舒曼 飾演 Abraham Van Helsing,[4]Mina大學的講師。 
  - Kretschmann 同時在2012年義大利恐怖電影 Dracula 3D中飾演德古拉。
- Victoria Smurfit 飾演 Lady Jayne Wetherby[5]
- 奥利弗·傑克森-科恩 飾演 Jonathan Harker，一個不善交際的記者。[6][7]
- 諾索·安諾茲 飾演 R.M. Renfield，德古拉忠臣的密友，也是德古拉的秘密保存者。[8]
- 凱蒂·麥克格拉思 飾演 Lucy Westenra[8]一個有錢的社交女孩，Mina的好朋友。[9]

### 次要角色
- Matt Barber 飾演 Campbell[10]
- Michael Nardone 飾演 Hermann Kruger[11]
- Ben Miles 飾演 Browning
- Tamer Hassan 飾演 Kaha Ruma aka 'The Moroccan'， 一個世界知名的吸血鬼獵人，認為Van Helsing見過了夏洛克·福爾摩斯。".[12]